# Peyrabout
Peyrabout – miejscowość i gmina we Francji, w regionie Nowa Akwitania, w departamencie Creuse.
Według danych na rok 1990 gminę zamieszkiwały 162 osoby, a gęstość zaludnienia wynosiła 18 osób/km² (wśród 747 gmin Limousin Peyrabout plasuje się na 464 miejscu pod względem liczby ludności, natomiast pod względem powierzchni na miejscu 578).